# Mohamed Ulad-Mohand
 (mai 2012).
Si vous disposez d'ouvrages ou d'articles de référence ou si vous connaissez des sites web de qualité traitant du thème abordé ici, merci de compléter l'article en donnant les références utiles à sa vérifiabilité et en les liant à la section « Notes et références ».
Mohammad Ulad Mohand, dit Mohamed Ulad, né le 5 octobre 1966 à Tétouan (Maroc), est un réalisateur et producteur marocain d'expression française.
Il s’installe à Paris en 1986. Il est diplômé de l'École pratique des hautes études et détient un DEUG d’arts plastiques à la Sorbonne.

## Carrière
Il a réalisé trois courts-métrages de fiction et trois longs-métrages de documentaires (Candidats en 2006,, Hercule contre Hermès en 2012, Les Français c'est les autres en 2016,,,,), primés dans une vingtaine de festivals internationaux. Il a produit plus de 35 documentaires et fictions (courtes et moyennes) et a produit ou co-produit quatre longs-métrages. Il a créé, avec l'avocate Isabelle Wekstein, l'association LES PRÉJUGÉS qui lutte contre toutes formes de préjugés, d'antisémitisme et de racisme.
Son film Hercule contre Hermès, a été diffusé par Arte et par la chaine marocaine 20, il a aussi reçu le Prix du meilleur film des pays francophones,,. Le film a été activement soutenu par la société civile et les médias français (Le Monde, Marianne, VSD...) et internationaux (New York Times).

## Prix et distinctions
- Prix du Meilleur jeune producteur par la Fondation Jean-Luc Lagardère[15]
- Lauréat de la Film Business School à Madrid
- Lauréat de la Villa Médicis[16],[17] à Rome
- Lauréat du Top 50 du magazine américain Variety[18], Fifty To Watch
- Lauréat de l'ACE (European film studio)
- Prix Copernic, 2016[19]

## Vie privée
Il a été le mari de Mazarine Pingeot, fille de François Mitterrand, avec laquelle il a eu un fils, Astor, né le 11 juillet 2005, et deux filles, Tara, née le 5 octobre 2007, et Marie, née le 21 décembre 2009. Ils ont divorcé en 2014, après treize ans de relation.

## Filmographie
Réalisation de films
- 1993 : Un Américain à Tanger (court-métrage)
- 2000 : À travers le miroir (court-métrage)
- 2001 : Café de la plage (court-métrage)
- 2012 : Hercule contre Hermès (long-métrage)
- 2013 : Anne Lauvergeon, l'art de dire non (moyen-métrage)
- 2016 : Les Français, c'est les autres (long-métrage)

Production de longs-métrages 
- 1993 : Villégiature de Philippe Alard
- 1998 : Des places dans les villes d'Angela Schanelec
- 1998 : Fantômes de Tanger d'Edgardo Cozarinsky
- 2000 : Le Harem de Madame Osmane de Nadir Moknèche